# Енгельберт Гумпердінк
Енгельберт Гумпердінк (нім. Engelbert Humperdinck; 1 вересня 1854 — 27 вересня 1921) — німецький композитор.

## Біографія

### Походження і молоді роки
Народився у містечку Зігбург. Гумпердінк був старшим сином класичного філолога та вчителя середньої школи Густава (Фердинанда) Гумпердінка (1823—1902). Батьки матері Ґертруди (Гелене Олівія) були кантор Собору Падерборна Франц Ксавер Гартманн і його дружина, яка походила з чеської сім'ї музикантів Тихих. Мати мала великий вплив на музичний розвиток юного Енгельберта. Його музичний талант проявився рано. Ще дитиною та підлітком він писав композиції, які виконували його мати та сестри. Більшість цих робіт пізніше були втрачені під час пожежі даху будинку 3 листопада 1874 року.
Після закінчення середньої школи в 1871 році він почав навчання на архітектурного кресляра в офісі окружного архітектора в Зігбурзі, оскільки батько Густав скептично ставився до кар'єри Енгельберта як професійного музиканта. За підтримки матері Енгельберт успішно склав вступний іспит до Кельнської консерваторії. Після того, як він склав свій Abitur у гімназії в Падерборні, батько нарешті погодився на навчання сина музиці.

### Навчання
З 1872 року Гампердінк навчався у Фердинанда Гіллера в Кельнській консерваторії. Його тонка статура і потреба заробляти під час навчання призвели до серйозних респіраторних захворювань. Вони продовжували переслідувати музиканта пізніше разом із скаргами на ревматизм. Хвороби змусили Гумпердінка тимчасово перервати навчання. У 1876 році він отримав премію Моцарта у Франкфурті-на-Майні, що позбавило його фінансових труднощів. У 1877 році Гумпердінк переїхав до Мюнхена, де вивчав композицію у Франца Лахнера та Йозефа Райнбергера. Його вчителі критично або навіть негативно ставилися до музики Ріхарда Вагнера. Однак деякі постановки опер Вагнера справили на Гумпердінка таке враження, що він приєднався до кола прихильників Вагнера, які називали себе «Орденом Грааля». У 1879 році Гумпердінк отримав Берлінську премію Мендельсона і закінчив навчання в Мюнхені.

### Гумпердінк і Ріхард Вагнер
Премія Мендельсона дозволила Гумпердінку залишитися в Італії. У 1880 році він відвідав Ріхарда Вагнера в Неаполі, який проживав там зі своєю сім'єю. Слуга Вагнера спочатку не впустив Гумпердінка. Після того як композитор дав свою картку, на якій він позначив «Член Ордену Грааля», його було запрошено в дім.
Вагнер швидко розпізнав талант юнака і запропонував йому приїхати в Байройт його помічником. Там Гумпердінк працював півтора року (з січня 1881 по липень 1882 року) над підготовкою до прем'єри «Парсіфаля». Вплив Вагнера на нього був настільки великий, що йому знадобилося багато часу, щоб знову знайти свій власний стиль. Раптова смерть Вагнера в 1883 році глибоко вразила Гумпердінка. Композитор залишився вірним Байройтському фестивалю. Пізніше він навчав композиції сина Вагнера Зіґфріда.
З 1890 року був професором у консерваторії у Франкфурті та професором гармонії у Школі співу Ю. Штокгаузена.

### Твори
Із творів Гумпердінка найбільш відома дитяча опера «Гензель і Гретель» (нім. Hänsel und Gretel) на сюжет казки, написаної в стилі «Нюрберзьких мейстерзінгерів» Вагнера (1895). Написана у Веймарі, ця опера і традиційно виконується з нагоди Різдва і в Європі вважається першою дитячою оперою, попри те, що на час її створення вже існувала дитяча опера Миколи Лисенка «Коза-дереза».

## Нагороди
Берлінський університет імені Гумбольдтів присвоїв Гумпердінку ступінь почесного доктора, а Національна академія Санта-Чечілія в Римі прийняла його до почесних членів.
9 вересня 2004 року Deutsche Post AG відзначила його власною маркою номіналом 45 євроцентів з нагоди його 150-річчя. Місто народження Гумпердінка, Зігбург, організувало тиждень святкування його 150-річчя з лекціями та концертами, а також виданням академічної пам'ятної публікації про його оперу «Королівські діти» (нім. Königskinder).
Ім'я композитора взяв собі як псевдонім естрадний співак Арнольд Дорсі у середині 1950-х рр.
На честь композитора названо астероїд 9913 Гумпердінк.